# Štítonos světlezobý

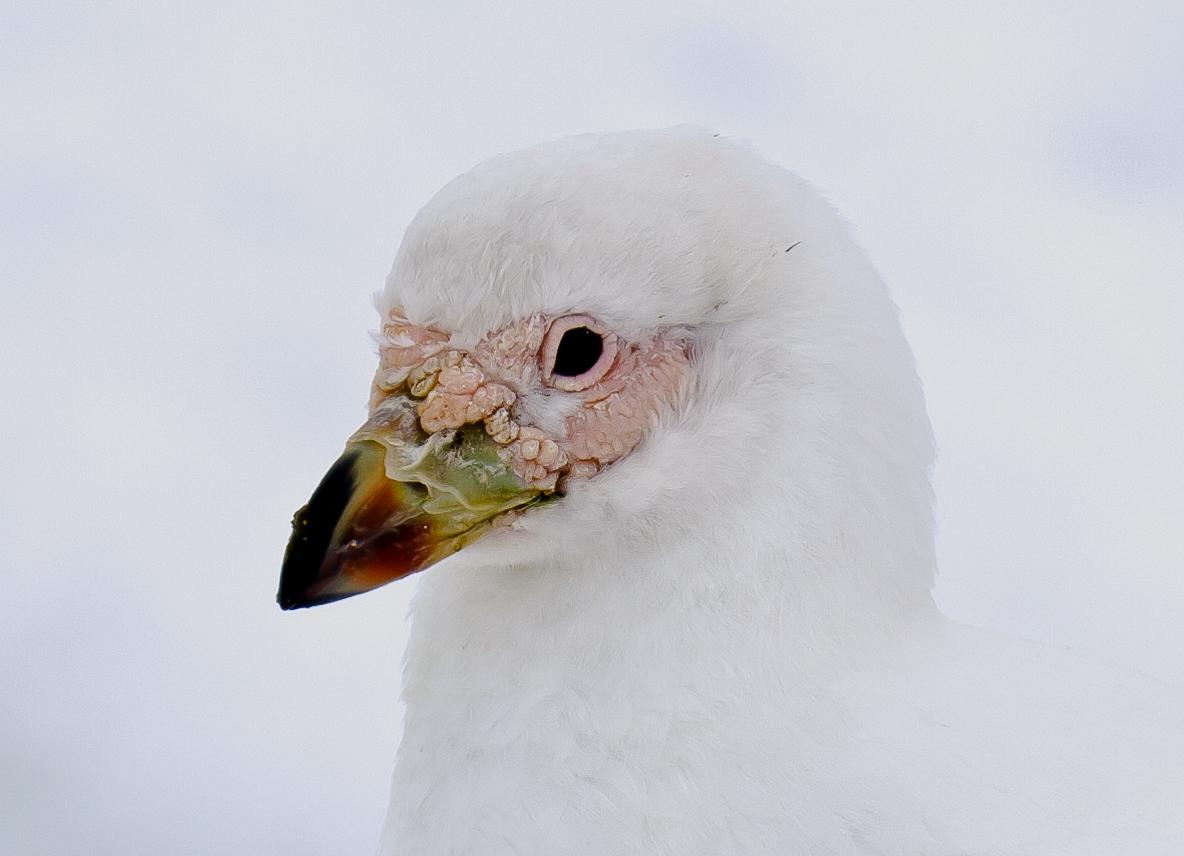
Portrét

Štítonos světlezobý (Chionis albus) je jedním ze dvou druhů rodu štítonos z monotypické čeledě štítonosovitých žijících v Antarktidě a na blízkých ostrovech.

## Výskyt
V tamním letním období žije na pobřeží Antarktického poloostrova a na blízkých subantarktických ostrovech, na Jižních Shetlandách, Jižních Orknejích, Jižní Georgii a na Jižních Sandwichových ostrovech. Zdržuje se vždy poblíž mořského pobřeží, nezalétá do vnitrozemí hlouběji než 1 km. Staví si hnízdo v oblastech hromadně hnízdících ptáků, nejčastěji tučňáků, albatrosů a kormoránů nebo ploutvonožců.
Před příchodem zimního období migruje, až na výjimky, na teplejší sever kde spíše nalézá potravu. Zalétává až na ostrovy Ohňové země na jihu jihoamerické pevniny nebo na Falklandské ostrovy, výjimečně až do Brazílie nebo na pobřeží jižní Afriky. Některé populace z poněkud mírnějšího klimatu na Jižní Georgii a Jižních Sandwichových ostrovech zůstávají na místě i přes tamní zimu, živí se mnohdy potravinářskými zbytky výzkumných stanic. Jiné zase žijí celoročně na Falklandských ostrovech okolo lidských sídel a míst, kde se zpracovávají ulovené ryby a živí se odpadem.

## Popis
Zavalitý pták holubího vzhledu s bílým, hřejivým peřím a krátkým krkem. Dosahuje délky 34 až 41 cm, rozpětí křídel má 75 až 80 cm a samec váží 550 až 780 a samice 460 až 550 gramů. Bývá pro svůj vzhled často popisován jako kříženec mezi holubem a domácí slepicí. Tělo má poměrně robustní, silné jsou i nohy a prsty uzpůsobené k chůzi po pevnině, plovací blánu má zakrslou. Rychle mávající prodloužená křídla jsou dostatečně účinná při migračních letech na dlouhé vzdálenosti. Mnohem častěji než ve vzduchu je ho vidět pobíhajícího po pevnině okolo mořského pobřeží. Je to pták zvědavý, odvážný a lidí se příliš nebojí, při obraně hnízda je klove do nohou.
Nejnápadnějším znakem je silný kuželovitý zobák u jehož kořene jsou nozdry překryty zrohovatělým štítkem. U kořene, v místě ozobí, vyrůstá několik neopeřených, lalokovitých, masitých výrůstků. Od blízce příbuzného štítonose černozobého se liší světlejším zobákem, narůžovělými lalůčky okolo zobáku, nazelenalou barvou štítků a světle žlutou až narůžovělou neopeřenou kůži okolo očí a nad kořenem zobáku.

## Stravování
Je to příležitostný mrchožrout, který při nedostatku potravy žere řasy i mrtvé živočichy vyvrhnuté mořem nebo při odlivu vyzobává litorální mořské řasy včetně různých bezobratlých živočichů. Požírá také exkrementy tučňáků i tuleňů, prostě vše co je organické povahy. Zdržuje se v okolo lidských obydlí, kde v tomto směru provádí dokonalý úklid. Mimo období údržby peří, které si koupe a načechrává, celý den neúnavně pobíhá a prohledává i ty nejmenší skuliny.
Pravé hody mu nastávají po zahnízdění např. v kolonii tučňáků, po které se volně prochází aniž mu tučňáci věnují pozornost. Zpočátku jim krade vejce a je schopen uklovat opuštěné, čerstvě vylíhnuté kuře. Později při krmení doráží na rodiče s potravou a snaží se jim uzmout část vyvrhnutého krmení nebo ho obratně krade přímo ze zobáku mláďat. V kolonii tuleňů se podílí na likvidaci rozklovaných, mrtvě narozených mláďat a s oblibou klove do ještě neoddělených pupečních šňůr matek i potomků a z ran pije krev. Největší jeho pochoutkou je vypuzená placenta samice. Dospělí tuleni mu přitom neubližují.

## Rozmnožování
Ptáci vytvářejí monogamní páry a vracejí se hnízdit na stejná místa. Před obdobím rozmnožování zabírá pár své hnízdní teritorium, do kterého spadá i oblast pro získávání potravy, které klováním důsledně hájí proti vetřelcům. Svá stanoviště zaujímají od konce října a začínají ve skalních dutinách, kterých nikdy není dostatek, stavět hnízdo z nejrůznějšího materiálu který je k nalezení. Hnízdo je většinou relativně dobře ukryto před dravci i nepřízni počasí. V prosinci obvykle snese samice dvě až tři vejce která oba střídavě inkubují 28 až 32 dnů. Vylíhlé kuře má skvrnitě šedé prachové peří, za dva týdny se objevují prvá bílá péra a při dosažení věku 8 týdnů je zcela opeřené a schopno létat, rodiče ho pomalu přestávají krmit. Začíná si postupně samo shánět potravu, je však ještě přikrmováno.
Zhruba v květnu odlétá s rodiči zimovat do teplých severních krajin. Tohoto období se většinou z každého hnízda dožívá jen jedno mládě. Rozmnožovat se začínají ve věku 3 až 5 let. S hlediska ohrožení je tento druh klasifikován IUCN jako málo dotčený (LC), počet dospělých jedinců se odhaduje na 20 000 kusů.